# Starshine 3
Starshine 3 (auch SO-43, OSCAR 43) ist einer von fünf Satelliten im Rahmen des Starshine-Projekts (Student Tracked Atmospheric Research Satellite for Heuristic International Equipment).

## Aufbau
Hauptaufgabe von Starshine 3 war Erforschung der Dichte der äußeren Erdatmosphäre. Dazu der 94 cm messende und 91 kg schwere kugelförmige Satellitenkörper mit 1.500 Spiegeln bedeckt, die von Maschinentechnologiestudenten in Utah hergestellt und von fast 40.000 Schülern und Studenten in 1.000 verschiedenen Schulen poliert wurden. Zusätzlich waren 31 Laserreflektoren und eine Funkbake im Amateurfunkfrequenzbereich (145.825 MHz) angebracht. Der Sender wurde von Solarzellen sowie Batterien mit Energie versorgt. Starshine 3 besaß weder Antrieb noch Lageregelung.

## Mission
Der Satellit wurde zusammen mit den Satelliten PICOSat, PCSat und SAPPHIRE am 30. September 2001  UTC (29. September nach Ortszeit) mit einer Athena-I-Rakete vom Kodiak Launch Complex in Alaska in einen 472 km hohen Orbit mit 67° Bahnneigung geschossen. Es handelte sich dabei um den ersten Orbitalstart in Alaska.
Aufgrund der Spiegel war der Satellit in der Nacht auch mit bloßem Auge von der Erde aus zu erkennen. Studenten maßen den Unterschied der sich täglich verkürzenden Umlaufperiode und leiteten daraus die Dichte der Atmosphäre ab. Außerdem maßen sie Intensitätsschwankungen der UV-Strahlung der Sonne, welche sie in Verbindung mit unterschiedlichen Dichten in der Atmosphäre brachten.
Starshine 3 verglühte am 21. Januar 2003 nach 7.434 Erdumkreisungen in der Erdatmosphäre etwa zwei Jahre früher als ursprünglich erwartet.

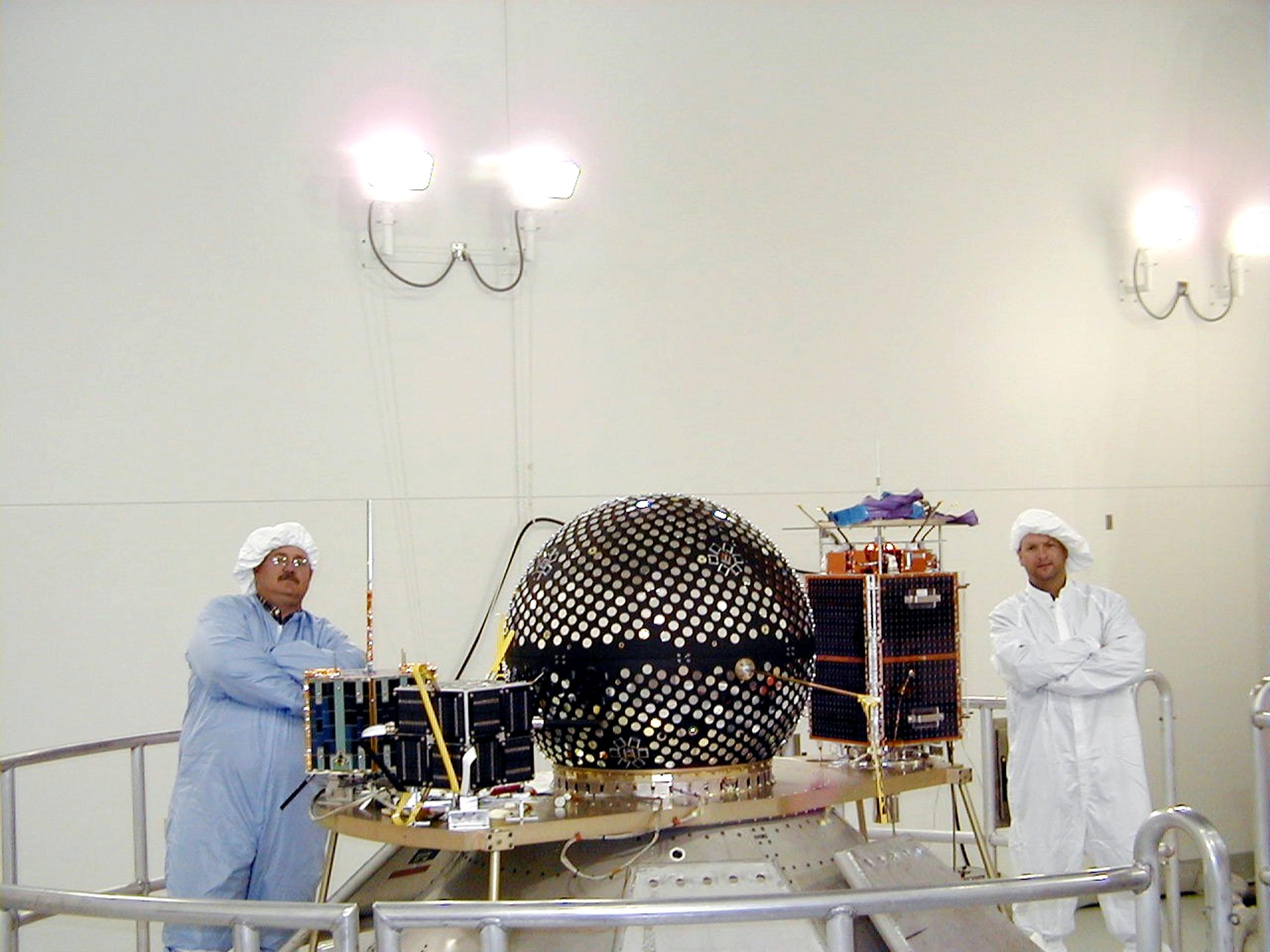
Starshine 3 (Mitte) und die anderen Nutzlasten der Kodiak-Star-Mission bei den Startvorbereitungen
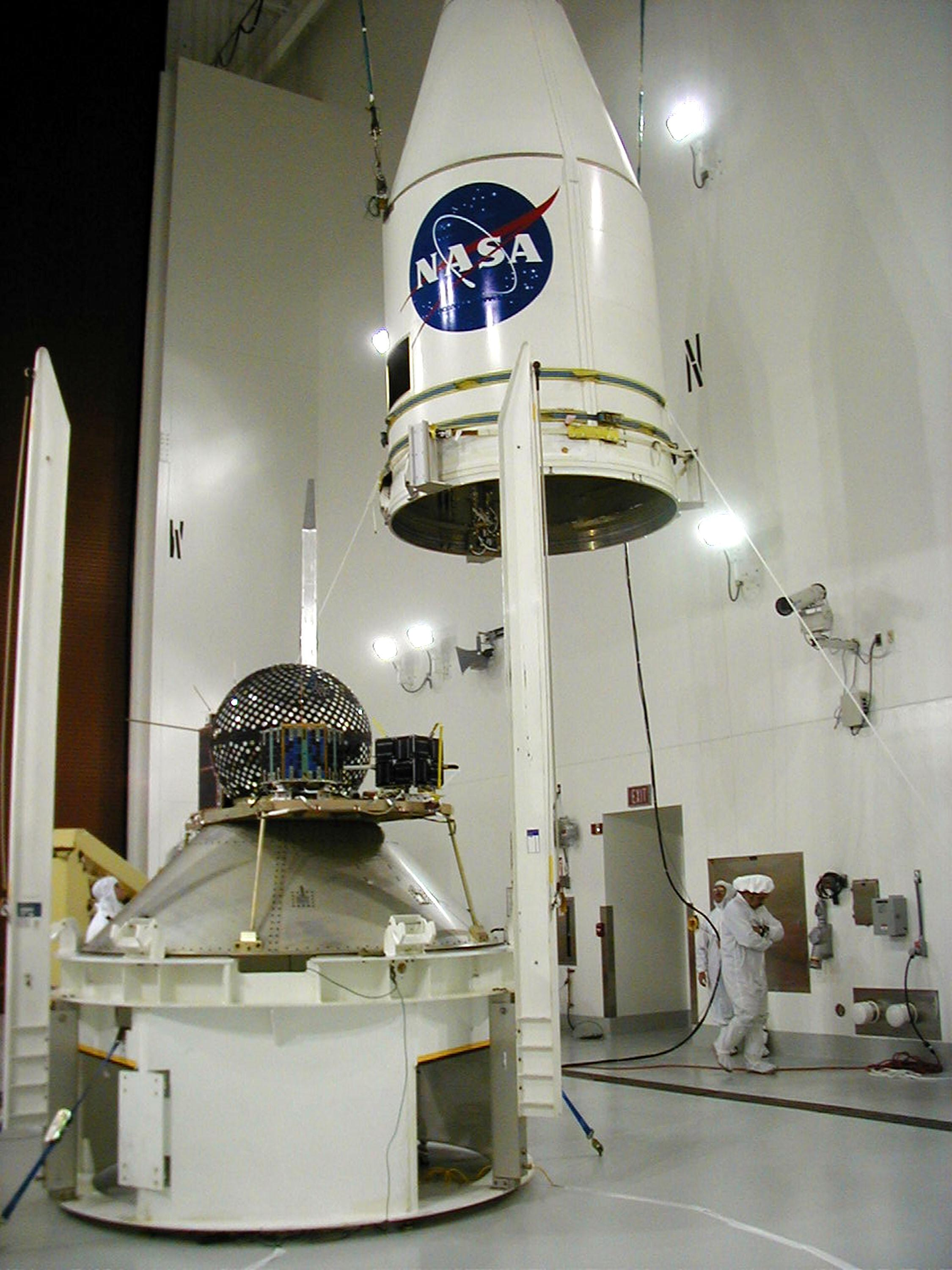
Installation der Nutzlastverkleidung um die Kodiak-Star-Satelliten
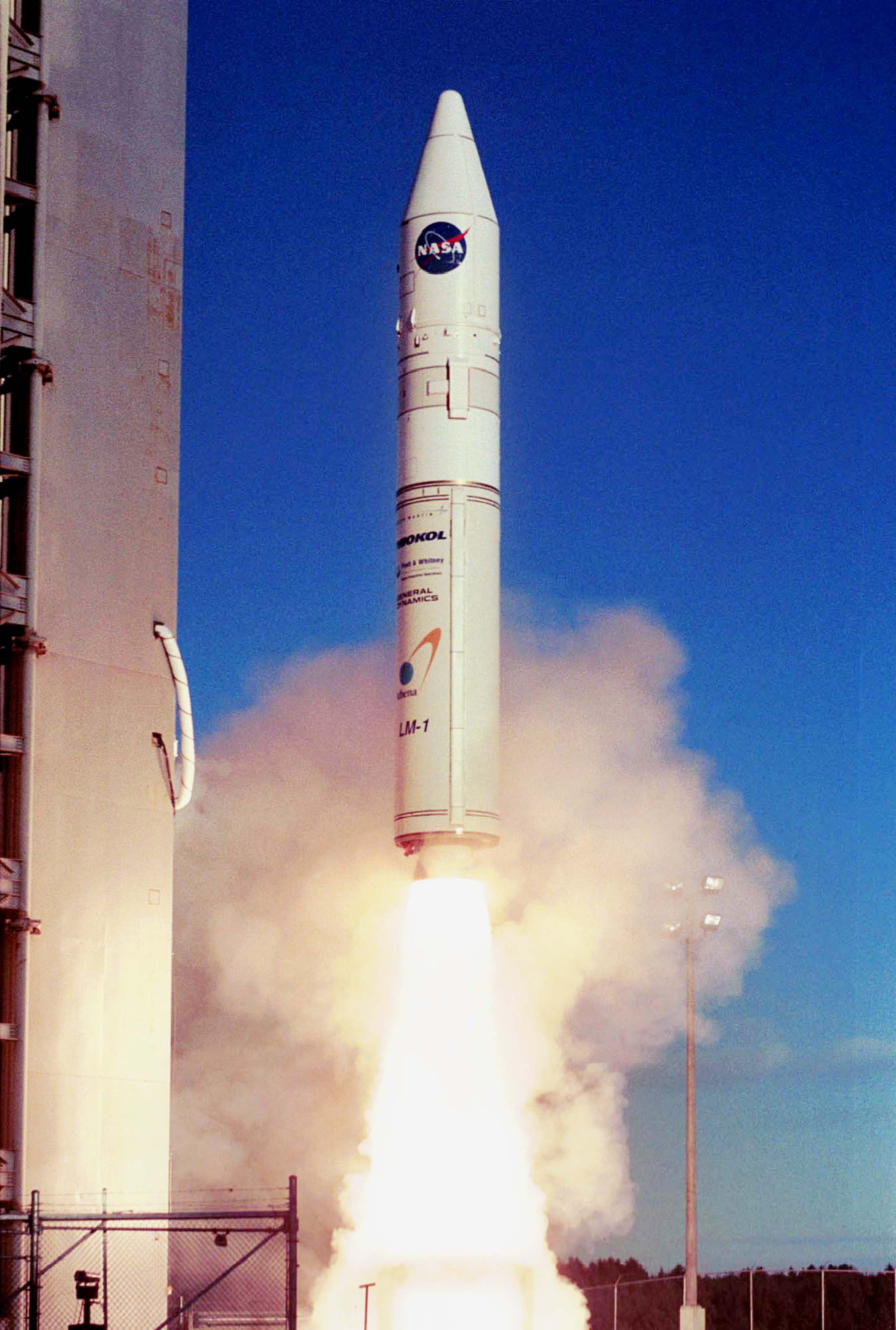
Start der Athena-1 mit Starshine 3